# KPN-Qwest
KPN-Qwest était un opérateur de télécom américano-néerlandais spécialisé dans les services de télécommunications à longue distance pour les entreprises, créé fin 1998 par l’opérateur national néerlandais KPN. L’essentiel de ses actifs provenait du rachat en 2001 de l’opérateur en faillite GTS, qui avait construit un grand réseau de fibre optique mais s’était excessivement endetté.

## Histoire
La société est créée en 1998, lorsque l'opérateur historique hollandais KPN s'associe avec l'américain QWest qui possède le fournisseur d'accès européen EUnet. La nouvelle entreprise prévoit de réaliser un chiffre d'affaires de 400 millions de dollars dès sa  première année, en 1999. Arrivée sur le marché alors que la concurrence avait déjà fait chuter les prix de vente, elle n’a jamais été bénéficiaire. En octobre 2001, KPN-QWest rachète Global TeleSystems (GTS), un opérateur fondé en 1983 et qui avait développé le réseau européen de télécommunications EBONE avec l'aide du financier George Soros. Ce sera son principal actif. 
Au moment de son dépôt de bilan, la société avait 2 000 employés, dont 550 aux Pays-Bas, travaillant sous la houlette d’un ancien cadre d’AT&T, Jack McMaster et exploitait un réseau de 25 000 kilomètres, qui transportait à lui seul la moitié du trafic de données Internet en Europe, en couvrant dix-huit pays et soixante grandes agglomérations européennes dont quatorze équipées d'une boucle locale métropolitaine. Elle devait 220 millions d’euros aux banques et n’avait plus les recettes suffisantes pour rembourser.
KPN a été démantelé à partir du mois de juin 2002 et signé des contrats avec Colt Telecom ou Infonet pour que ceux-ci prennent en charge le trafic des grands clients en Belgique. L'opérateur nordique Telia a lui repris une partie du réseau, assurant la liaison Paris-Lyon-Marseille-Turin-Milan. Les réseaux allemands et néerlandais ont été récupérés par la maison-mère KPN.